# Fantasie di una tredicenne
Fantasie di una tredicenne (Valerie a týden divů) è un film surrealista del 1970 diretto da Jaromil Jireš, tratto dal romanzo dello scrittore ceco Vítězslav Nezval, Valeria e la settimana delle meraviglie, il quale è, tradotto, anche il titolo del film in lingua originale.

## Trama
Valerie è un'orfana di tredici anni che vive con la nonna Elsa, un'anziana donna algida e fervente religiosa, in una grande casa di campagna. I genitori di Valerie sono avvolti nel mistero, ma in eredità dalla madre ha ricevuto degli orecchini pendenti con delle perle incastonate.
Sono proprio questi orecchini ad attirare l'attenzione di un losco personaggio che indossa una maschera da furetto. Questi manda il suo giovane aiutante a rubare gli orecchini di Valerie, ma il ragazzo si è infatuato di Valerie e restituisce gli orecchini mentre Valerie fa un bagno. Valerie sente in seguito il ragazzo discutere con il suo padrone, che vuole punirlo per il suo gesto, e scopre che l'uomo misterioso viene chiamato dal suo servo "Conestabile". Proprio in quel momento Valerie ha la sua prima mestruazione.
Il giorno seguente Valerie fa colazione con la nonna e dopo averle rivelato di aver avuto il suo primo mestruo, le chiede qualcosa in più riguardo ai suoi orecchini. La nonna le dà qualche notizia sul passato di sua madre: gli orecchini le appartenevano fino al giorno in cui entrò in convento per farsi suora e dove conobbe il futuro padre di Valerie, un vescovo. Prima di allora appartenevano al precedente proprietario della loro casa, il Conestabile. La loro conversazione viene interrotta dall'arrivo in città di attori girovaghi, in occasione del matrimonio di Hedvika, un'amica di Valerie che sta per sposare un ricco proprietario terriero molto più anziano di lei. Tra la folla, Valerie scorge il Conestabile che le aveva rubato gli orecchini. Anche la nonna sembra riconoscerlo.
Dopo la colazione, Valerie riceve una lettera misteriosa. Il mittente si firma Orlík ed è il giovane servo del Conestabile che le aveva rubato e poi restituito gli orecchini. Orlík le spiega nella lettera che il Conestabile è suo zio ed è un uomo pericoloso: ha ucciso i suoi genitori e ora vuole per qualche ragione gli orecchini di Valerie. Le chiede inoltre di incontrarlo dopo il sermone per le vergini che verrà pronunciato dal capo dei missionari appena giunti in città, e di prestargli uno dei suoi vestiti perché lui possa confondersi tra le fanciulle a messa.
Durante il sermone Valerie si accorge che il prete non è altri che il Conestabile stesso. Quando Valerie esce dalla chiesa non vi è traccia di Orlík, che trova infine legato e svenuto alla fontana della piazza principale. In seguito, Valerie incontra ancora il Conestabile, che con l'inganno riesce a condurla in una casa da dove può spiare sua nonna autoflagellarsi per riottenere l'amore di un suo ex-amante, il missionario Gracián. Nel frattempo Orlík riesce a raggiungerla e le rivela che il Conestabile vorrebbe ottenere il suo amore. Quando si fa sera, Valerie e Orlík spiano il Conestabile che fa visita ad Elsa, la nonna di Valerie. Elsa lo riconosce come Richard, il suo primo amante. Richard è un vampiro che si mantiene giovane con la magia nera, ed Elsa vorrebbe conoscere il suo segreto e riavere indietro la sua giovinezza a qualunque costo. Richard si dichiara pronto a restituirle gioventù e bellezza a patto che gli intesti di nuovo la casa, che dovrebbe invece ereditare Valerie. Elsa accetta comunque di rubare l'eredità di sua nipote. Orlík fa in tempo a dare a Valerie una perla, dicendo che la proteggerà dai pericoli imminenti.
Il giorno seguente Elsa si comporta come se nulla fosse accaduto e invita a pranzo il prete Gracián, che Valerie sa già essere stato l'amante di sua nonna. Durante il pranzo Gracián vuole impressionare Valerie raccontandole diversi aneddoti, alcuni dei quali sul Vescovo, padre di Valerie, e su come abbia avuto oltre a lei un altro figlio di nome Orlík. Sembra così che Orlík sia in realtà il fratellastro di Valerie. Valerie si ritira in camera sua sconvolta per la notizia. Gracián la raggiunge per tentare di stuprarla, ma Valerie riesce a ad appellarsi al potere della perla che Orlík le ha dato e a sfuggire al pericolo. Nel frattempo, Richard inizia con Elsa il rituale per tramutarla in vampiro, il quale prevede che lei beva sangue fresco. Il rituale avviene durante la notte di nozze di Hedvika, l'amica di Valerie. I due vampiri si nascondono nella camera nuziale per succhiare il sangue degli sposi ignari che stanno consumando il loro matrimonio.
Valerie invece è fuggita per andare a cercare Orlík, e lo trova legato e semiannegato in una cascata. Dopo averlo liberato, tornano a casa di Valerie e trovano Gracián impiccato alla finestra di Valerie. I due ragazzi portano il cadavere nella cripta sotterranea, ma vi trovano una bara con il corpo freddo di Elsa, che sta completando la sua trasformazione in vampira. Quando tornano al piano di sopra, trovano infatti una bellissima donna che dice di essere Elsa, la "cugina" di Valerie, e che le annuncia che sua nonna è partita per un po' di tempo. Si tratta ovviamente della stessa nonna trasformata in vampiro. Elsa cerca di mordere Valerie e sedurre Orlík e altri uomini. Orlík le resiste e riesce a rubarle gli orecchini.
Orlík libera Valerie, le restituisce gli orecchini e le confessa il suo amore. Valerie lo rifiuta rivelando di essere sua sorella, in quanto entrambi figli del Vescovo. Orlík cerca di spiegarle di non essere figlio del vescovo, ma del Conestabile, ma Valerie fugge e contro il volere di Orlík accorre da Richard, che sta morendo perché si è indebolito dopo aver trasformato Elsa. Valerie va al mercato cittadino, ruba un pollo per darne il sangue a Richard, che ha appena rivelato a Elsa per ripicca di essere in realtà il vescovo, e padre di Valerie, e che la chiave per la loro sopravvivenza si trova all'interno del sangue di Valerie. Richard sembra ritrovare la sua umanità man mano che si avvicina la morte, ma una volta che Valerie lo guarisce, torna ad essere malvagio. Ha intenzione di mettere il cuore di Orlík dentro il petto di Valerie per renderla immortale, ma Elsa vuole quel cuore per poter rimanere giovane per sempre. Valerie, facendo finta di essere svenuta nella cripta, sente tutto. Si sveglia nel frattempo Gracián, che non era davvero morto, e Valerie trova una lettera d'addio da Orlík.
Valerie incontra poi Hedvika, che non si è ancora ripresa dal morso di Elsa e non si sta adattando alla sua vita di moglie. Le due ragazze si ritirano nella camera di Hedvika e si abbandonano l'una tra le braccia dell'altra. Dopo una notte con Valerie, Hedvika è guarita. Valerie invece viene scovata da Gracián, che vuole denunciarla come strega tentatrice e ordina che venga catturata e arsa al rogo, ma Valerie inghiotte gli orecchini magici ed emerge indenne dalle fiamme, così torna a casa.
Nella cripta della casa di Valerie, che si è ormai trasformata in un vero e proprio baccanale, Valerie con l'inganno fa ingerire a Richard uno degli orecchini, trasformandolo nel furetto del quale portava la maschera. Il furetto viene cacciato e ucciso. Tutto sembra tornare alla normalità, ma Elsa, che è tornata nella sua forma originaria e sembra non ricordare nulla, si ammala. Sul letto di morte le rivela di aver tempo prima cacciato di casa sua madre perché si era legata a suo padre, che non era un vescovo ma un uomo al di sotto della sua condizione e inoltre perché era gelosa delle attenzioni che il suo amante Richard le rivolgeva. L'unione dei suoi genitori aveva generato sia lei che Orlík, ma il figlio maschio era stato rapito dallo stesso Richard che insisteva nell'attribuirsi la paternità dei bambini. È arrivato il giorno in cui Valerie potrà ricongiungersi ai suoi genitori e ad Orlík, che si rivela essere uno degli attori che erano giunti in città.
La scena finale è una sequenza onirica nel quale tutti i personaggi si ritrovano a ballare e sfilare intorno Valerie nella foresta, mentre tutte le fanciulle cantano per lei. Tutti i personaggi si radunano poi in cerchio attorno a Valerie mentre sta per coricarsi in un letto nel mezzo della foresta, dove poi si addormenta accompagnata dalla colonna sonora iniziale.

## Produzione
La pellicola venne girata tra il 28 giugno e il 6 novembre 1969. Le riprese degli interni sono state effettuate presso gli studi Barrandov di Praga, mentre gli esterni sono stati ripresi a Kostelní Vydří, Pruhonice, Slavonice.

## Distribuzione

### Date
Dopo aver debuttato al Gran Premio Bergamo il 3 settembre 1970, il film è stato distribuito in Cecoslovacchia dal 16 ottobre dello stesso anno. In Italia il film è uscito nelle sale nel giugno 1978 distribuito dalla Metheus Film.

### Divieti
In Italia e in Argentina il film è stato vietato ai minori di 18 anni.

### Censura
Il film, nelle varie edizioni per l'estero, è stato tagliato a seconda del Paese in cui veniva distribuito per via delle tematiche sessuali e alcune scene di nudo della protagonista minorenne. I tagli hanno comportato problemi per la comprensione del film, alquanto impervio e astruso a causa della notevole quantità di metafore e simbologie presenti nella pellicola.
Il film è stato uno degli ultimi lavori appartenenti alla Nová vlna, uscito due anni dopo la primavera di Praga. Tuttavia Jaromil Jireš non fu ostacolato dalla censura del Partito Comunista di Cecoslovacchia come accadde ad altri suoi colleghi, probabilmente a causa del tono fortemente anticlericale del film, che ben si allineava con l'ideologia comunista.

## Critica
Morando Morandini assegna al film tre stelle su cinque e ne esalta il "fascino suggestivo" definendolo "un caleidoscopico intreccio di sortilegi, allucinazioni [...] precipizi macabri".
Pino Farinotti assegna anch'egli tre stelle su cinque al film, ma non fornisce alcun giudizio critico.

## Riconoscimenti
1970 – Gran Premio Bergamo
- Miglior film[1]

1971 – Chicago International Film Festival
- Miglior film[1]